# Trichoxys apelles
Trichoxys apelles là một loài bọ cánh cứng trong họ Cerambycidae.